# Marc-André Dalbavie
Marc-André Dalbavie (* 10. Februar 1961 in Neuilly-sur-Seine) ist ein französischer Komponist.

## Leben
Marc-André Dalbavie studierte in Paris Komposition bei Michél Philippot, musikalische Analyse bei Betsy Jolas und Claude Ballif, Elektroakustik bei Guy Reibel, Orchestrierung bei Marius Constant, musikalische Informatik bei Tristan Murail sowie Dirigieren bei Pierre Boulez. Von 1985 bis 1990 arbeitete er vornehmlich am IRCAM. Es folgte zwischen 1991 und 1992 ein Stipendium des DAAD in Berlin sowie in den Jahren 1995 und 1996 ein Aufenthalt in der Villa Medici in Rom. Seit 1996 ist er Professor für Instrumentationslehre am Conservatoire de Paris.
Dalbavie gilt als Repräsentant der école de musique spectrale, die sich mit Spektralmusik beschäftigt. Anlässlich der Uraufführung seiner Oper Charlotte Salomon bei den Salzburger Festspielen 2014 beschrieb er seine Tonsprache wie folgt:

„Sie ist eine Befreiung, eine Expansion, man greift auf Harmonien der Vergangenheit, der Gegenwart und einer unbekannten Zukunft zu. Deshalb kann ich auch, ohne zu verzerren, andere Musik integrieren. Ich wechsle zwischen Tonalität, Meta- und Atonalität. Es ist eine Menge Arbeit. Es wäre viel leichter, mich immer nur innerhalb eines Systems zu bewegen.“

## Werke (Auswahl)
- 1991: Seuils
- 1994: Concertino
- 1994: In advance of the broken time …
- 1996: Concerto pour violon
- 1997: Correspondances, experimentelles Stück für Musiktheater
- 2001: Color für Orchester
- 2002: Ciaconna für Orchester
- 2002: The Rocks under the Water für Orchester
- 2004: Sinfonietta für Orchester
- 2005: Konzert für Klavier und Orchester
- 2006: Variations orchestrales sur une œuvre de Janáček für Orchester
- 2006: Concerto pour flûte et orchestre
- 2010: Gesualdo, Oper in drei Akten
- 2014: Charlotte Salomon, Oper – UA Salzburger Festspiele
- 2021: Le soulier de satin, Oper in vier Tagen – UA Opéra Garnier
- 2024: Melancholie des Widerstands / Mélancolie de la résistance, Filmische Oper – UA Staatsoper Unter den Linden Berlin[2]